# 철원 이호민 선정비
철원 이호민 선정비(鐵原 李好敏 善政碑)는 대한민국 강원특별자치도 철원군 갈말읍 군탄리에 있는 조선시대의 석비이다. 2016년 9월 9일 강원도의 문화재자료 제171호로 지정되었다.

## 개요
육면체의 석조물이다. 옆의 4면에 ‘□□□순찰사 이공호민 익영대(□□□巡察使 李公好敏 益詠臺)’라는 글씨를 큼지막하게 새겨 놓아, 이호민을 기리고 있는 표석임을 나타낸다. 이호민은 조선 순조 1년(1801) 과거에 급제하여 그 이듬해에 어사가 되었고, 이후 여러 벼슬을 거쳐 의정부참의를 지냈던 인물로, 순조 11년(1811) 강원관찰사에 임명되어 철원을 순찰하게 되었다. 철원 백성들은 이호민이 민심을 살펴 잘 다스리고 백성들을 고루 구제하는 등 많은 업적을 베푼 것에 대해 서울과 서북을 통하는 중요한 길목에 그를 기리는 표석을 세웠다. 이호민의 생애로 보아 1800년대 초에 만든 것으로 보이며, 철원 토성내에 발견되었으나 지금의 자리에 옮겨 비각을 세워 그 안에 보관하고 있다.

## 참고 자료
- 철원 이호민 선정비 - 국가유산청 국가유산포털